# Гордон Макквін
Гордон Макквін (англ. Gordon McQueen, 26 червня 1952, Кілвіннінг — 15 червня 2023) — шотландський футболіст, що грав на позиції центрального захисника. По завершенні ігрової кар'єри — футбольний тренер.
Виступав, зокрема, за «Лідс Юнайтед» та «Манчестер Юнайтед», а також національну збірну Шотландії.

## Клубна кар'єра
У дорослому футболі дебютував 1970 року виступами за «Сент-Міррен», в якій провів два з половиною сезони, взявши участь у 57 матчах чемпіонату.
Своєю грою за цю команду привернув увагу представників тренерського штабу англійського «Лідс Юнайтед», до складу якого приєднався 1972 року. Відіграв за команду з Лідса наступні п'ять років своєї ігрової кар'єри. Більшість часу, проведеного у складі «Лідс Юнайтед», був основним гравцем захисту команди. За цей час виборов титул чемпіона Англії.
У лютому 1978 року уклав контракт з «Манчестер Юнайтед», який заплатив за гравця 495 тис. фунтів. У складі «червоних дияволів» Макквін провів наступні сім з половиною років своєї кар'єри гравця.  Граючи у складі «Манчестер Юнайтед» також здебільшого виходив на поле в основному складі команди і виграв з командою Кубок і Суперкубок Англії у 1983 році.
Покинув «Манчестер Юнайтед» в 1985 році, після втрати свого місця в центрі захисту на користь Пола Макграта, через що не був включений в заявку на фінал Кубка Англії 1985 року, де «червоні дияволи» перемогли «Евертон» 1-0. Після цього виступав за гонконгський клуб «Сейко», де і завершив ігрову кар'єру наступного року.

## Виступи за збірну
1974 року дебютував в офіційних матчах у складі національної збірної Шотландії.
У складі збірної був учасником чемпіонату світу 1974 року у ФРН та чемпіонату світу 1978 року в Аргентині, проте на жодному з них на поле так і не вийшов.
Протягом кар'єри у національній команді, яка тривала 8 років, провів у формі головної команди країни 30 матчів, забивши 5 голів.

## Кар'єра тренера
Розпочав тренерську кар'єру невдовзі по завершенні кар'єри гравця, 1987 року, очоливши тренерський штаб шотландського клубу «Ейрдріоніанс», де пропрацював один рік.

## Титули і досягнення
- Чемпіон Англії (1):

«Лідс Юнайтед»:  1973/74
- Володар Кубка Англії (2):

«Манчестер Юнайтед»: 1982/83, 1984/85
- Володар Суперкубка Англії (1):

«Манчестер Юнайтед»: 1983